# Charles Ostyn
Charles Ostyn, pseudonimo di François Hosteins (Parigi, 20 ottobre 1823 – Argenteuil, 22 luglio 1912), è stato un operaio francese.
Anarchico, fu una personalità della Comune di Parigi.

## Biografia
Nacque a Parigi da genitori belgi. Operaio tornitore, sposato, ebbe 14 figli, di cui otto morirono in tenera età. Nel 1870, durante l'assedio di Parigi, fu membro del Comitato centrale della Guardia nazionale. Il 26 marzo 1871 fu eletto al Consiglio della Comune dal XIX arrondissement e fece parte della Commissione sussistenza. Votò contro l'istituzione del Comitato di Salute pubblica.
Alla caduta della Comune, fuggì in Svizzera, e la corte marziale di Versailles lo condannò a morte in contumacia. Aderì, con André Léo e Benoît Malon, alla Federazione del Giura di tendenza anarchica. Tornò in Francia con l'amnistia generale del 1880 e si stabilì in una casa abitata altri comunardi, tra i quali Louise Michel, a Colombes, dove gli è stata intitolata una strada.